# Arturo Alcaraz
Arturo P. Alcaraz (Manilla, 21 maart 1916 - 10 maart 2001) was een Filipijns vulkanoloog en een winnaar van de Ramon Magsaysay Award.

## Biografie
Arturo Alcaraz werd geboren op 21 maart 1916 in de Filipijnse hoofdstad Manilla. Hij was het tweede kind van Paz Pineda en Conrado Alcaraz, een auditor in dienst van de overheid. Hij studeerde eerst een jaar aan de University of the Philippines en switchte toen naar de nieuwe studie mijnbouw aan Mapua Institute of Technology, waar hij in 1937 zijn Bachelor-diploma behaalde. Na zijn studie werkte hij bij de afdeling geologie van het Bureau of Mines. Na enige tijd kreeg hij de gelegenheid om met een beurs van de Amerikaanse koloniale overheid te studeren aan de Amerikaanse University of Wisconsin. Daar behaalde hij zijn Master-diploma geologie. Na terugkeer in de Filipijnen werkte hij als assistent-geoloog voor het Bureau of Mines in Busuanga, waar hij onderzoek deed naar mangaandeposities. Ook ontmoette hij in deze periode zijn toekomstige vrouw Lilia Sandoval Salas.
Na de inval van de Japanners in de Filipijnen in 1942 keerde Alcaraz terug naar Manilla. Het Bureau of Mines bleek grotendeels opgeheven en ook hij verloor hierdoor zijn baan. Het jaar erop werd hij door de directeur van het Philippine Weather Bureau aansteld als hoofd-geofysicus. Kort daarop, in 1944, trouwde hij met Lilia. In de periode daarop kregen ze drie dochters: Marilyn (1946), Cynthia (1948) en Lilian (1950). Na de herovering van de Filipijnen door de Verenigde Staten in 1944 werkte hij vrijwillig als ingenieur civiele techniek voor het Amerikaanse leger. Na enkele maanden hervatte hij zijn baan als hoofd-geofysicus. In die functie was hij verantwoordelijk voor detecteren van bewegingen van de aarde en vulkanische activiteit. De eerste vulkaanuitbarsting waar Alcaraz mee te maken kreeg was de uitbarsting van de Mayon in 1947.
Na de oprichting van de Commission on Volcanology (COMVOL), het latere Philippine Institute of Volcanology and Seismology werd Alcaraz in 1952 als eerste hoofd aangesteld. Hij behield deze functie van hoofd-vulkanoloog tot 1972
Alcaraz kreeg in 1982 de Ramon Magsaysay Award voor zijn carrière bij de overheid.